# Carlos Correa (activista)
Carlos José Correa Barros (Puerto La Cruz, Venezuela) es un activista venezolano y origen gallego, director de la ONG Espacio Público. Desde el 7 de enero de 2025 se encontraba desaparecido, presumiblemente detenido por fuerzas de seguridad, siendo liberado diez días después.

## Biografía
Carlos comenta haber aprendido a leer periódicos antes de entrar en la escuela porque su padre era un ávido lector. Desde temprana edad, desarrolló interés por periódicos, revistas y la literatura. En bachillerato, Carlos fue un líder activo en el gobierno estudiantil y en trabajo social con niños. Correa se mudó a Caracas para estudiar comunicación social en la Universidad Católica Andrés Bello. Mientras estudiaba en la universidad, Carlos comenzó a trabajar con la radio de Fe y Alegría, la red de escuelas públicas de zonas pobres más grande de Venezuela, administrada por los jesuitas; al cabo de trece años, Carlos se convirtió en el director de la red de radio de Fe y Alegría. Durante este tiempo, preparó a reporteros comunitarios, promovió la participación de la comunidad en los medios de comunicación y coordinó programas educativos en el Instituto Radiofónico Fe y Alegría (Fe y Alegría Radio Institute). Entre 2001 y 2006, Carlos trabajó en PROVEA y alcanzó a desempeñarse como su coordinador general.
Además de ser comunicador y profesor universitario, Correa es director de la ONG Espacio Público, que tiene como finalidad la promoción y defensa de los derechos humanos, especialmente la libertad de expresión; el derecho a la información y la responsabilidad social en los medios de comunicación social. A raíz de su trabajo, Carlos ha recibido presiones, hostigamientos y amenazas. Espacio Público y Carlos Correa han participado anualmente en por lo menos cuatro eventos de incidencia internacional, además de 30 audiencias ante la Comisión Interamericana de Derechos Humanos (CIDH).

## Desaparición forzada
A partir de las 5:00 p.m. del 7 de enero de 2025, días antes de la juramentación presidencial el 10 de enero, se desconoce el paradero de Carlos Correa. Testigos afirmaron que fue interceptado por hombres encapuchados en el centro de Caracas. Varios activistas y personas, incluyendo Espacio Público y su esposa Mabel Calderín, denunciaron la desaparición y exigieron conocer su paradero. La desaparición de Correa ocurrió poco después de la detención del yerno del candidato presidencial Edmundo González y la del concejal opositor Jeremy Santamaría.